# Episodi de Il nostro amico Charly (terza stagione)
| n. | Titolo originale        | Titolo in italiano      |
| 1  | Der Traumtänzer         | Crisi di coppia         |
| 2  | Charly und der Pitbull  | Scommesse illecite      |
| 3  | Good bye Charly         | Addio Charly            |
| 4  | Charly in Afrika        | Charly in Africa        |
| 5  | Herzklopfen             | Batticuore              |
| 6  | Findelkinder            | Le volpi argentate      |
| 7  | Charly und das Känguru  | Il canguro              |
| 8  | Ein Papagei erbt        | Un pappagallo fortunato |
| 9  | Charly, der Bruchpilot  | Charly pilota           |
| 10 | Der Überfall            | L'aggressione           |
| 11 | Ein Schwein namens Lore | Oskar e Theo            |
| 12 | Charly und der Champion | Charly alle corse       |
| 13 | Spurlos verschwunden    | Il salvataggio          |
| 14 | Herzlich willkommen     | Bentornato Oliver       |